# Сакаи, Тошио
Тошио Сакаи (яп. 酒井 淑夫, англ. Sakai Toshio, 31 марта 1940 года — 1999 год) — американский фотожурналист, первый лауреат Пулитцеровской премии в номинации за художественную фотографию, учреждённой в 1968 году.

## Биография
Тошио Сакаи родился в марте 1940 года в Токио, где позднее окончил Университет Мэйдзи. Начав свою карьеру в качестве работника проявочной в United Press International в 1964 году, он вскоре дослужился до позиции штатного фотографа. В этом качестве в 1967-м его направили военным корреспондентом в Сайгон. В качестве фотографа и обозревателя Сакаи освещал разные события Вьетнамской войны, позднее поделившись своим опытом в книге Гэри Хейнса «Изобрази это: история изнутри» (англ. Picture This: The Inside Story).
В 1973 году Сакаи получил повышение, став редактором новостных фотографов Юго-Восточного отделения United Press International. После падения Сайгона в 1975 году Сакаи занял в UPI пост внештатного журналиста, в 1977—1985 годах работал в Newsweek, Time и других изданиях. В честь десятилетней годовщины падения Сайгона Сакаи принял участие в телевизионном проекте по поиску героев военных фотографий и снова посетил Вьетнам. В 1986-м он присоединился к токийскому бюро France Presse, для которого среди прочего освещал свержение президента Филиппин Фердинанда Маркоса и беспорядки на площади Тяньаньмэнь. В 1999 году пятидесятидевятилетний Сакаи умер от сердечного приступа в японском городе Камакура.

## Примечательные работы
В 1968 году Сакаи был удостоен Пулитцеровской премии за фотографию, сделанную во Вьетнаме — «Мечты о лучших временах» (англ. Dreams of Better Times). Изображение запечатлело солдата Первой армейской американской дивизии, который спал под дождём на самодельном песчаном бункере после снайперского и миномётного обстрела около провинции Виньфук. Сакаи стал первым лауреатом в категории, которая была призвана отметить влияние художественной фотографии на американскую журналистику. В 1979 году военные снимки Сакаи вошли в издание «Фотокнига о войне во Вьетнаме» (англ. The photobook on the Vietnam War). В 2016-м United Press International отнёс снимок Сакаи к наиболее примечательным фотографиям издания в XX веке.